# Battling Nelson
Oscar Mattheus Nielsen (Copenhague, 5 de junho de 1882 - 7 de fevereiro de 1954) foi um pugilista dinamarquês, campeão mundial dos pesos-leves entre 1908 e 1910.

## Biografia
Dinamarquês por nascimento, Nelson foi criado por sua família nos Estados Unidos, em um subúrbio de Chicago. Iniciou sua carreira no boxe em 1896, quando tinha apenas 14 anos de idade, contudo, sua carreira somente começou a florescer a partir de 1904, ano em que Nelson nocauteou Martin Canole, Eddie Hanlon e Young Corbett II, além de ter obtido uma vitória nos pontos sobre Aurelio Herrera.
Embalado por essas importantes vitórias, Nelson subiu ao ringue contra Jimmy Britt, em um combate válido pelo título vago de campeão mundial dos pesos-leves. Ocorrido no final de 1904, esse duelo terminou com a vitória de Britt, que assim passou a se proclamar como o novo campeão mundial dos peso-leves, dando início a uma contenda contra Joe Gans, que não tendo renunciado ao seu título mundial, ainda era por certo o legítimo campeão mundial dos leves.
Não obstante às trocas de farpas entre Gans e Britt fora dos ringue, em meados de 1905, Nelson novamente subiu ao ringue contra Britt, em uma revanche que terminou com a vitória de Nelson, de forma a colocar Britt fora do páreo pelo reconhecimento universal de seu título mundial. Por sua vez, o vitorioso Nelson defendeu seu pretenso título contra o respeitável Terry McGovern, em um rápido combate de seis assaltos, que terminou sem um vencedor oficial, apesar dos jornais terem noticiado com uma vitória de Nelson.
Determinado a por um fim às discussões quanto ao seu título mundial, em meados de 1906, Joe Gans esforçou-se para perder peso e lutar contra Nelson, em uma luta decisiva pelo título mundial dos pesos-leves. Notavelmente superior, o campeão Gans conseguiu nocautear Nelson diversas vezes ao longo do combate, antes de fraturar a mão no 33º assalto. Não obstante, apesar de mão quebrada de Gans, o dinamarquês Nelson não conseguiu se impor contra o campeão, que acabou saindo vitorioso do combate, quando no 42º assalto Nelson foi desqualificado por ter aplicado um golpe abaixo da linha de cintura de Gans.
Derrotado por Gans, Nelson passou quase um ano inteiro sem lutar, voltando ao ringue somente em meados de 1907, quando lutou pela terceira vez na carreira contra Jimmy Britt. Após perder esse combate nos pontos para Britt, Nelson não tornou a pisar em um ringue  pelo restante de 1907. Voltando à ativa no início de 1908, Nelson não obteve resultados muito animadores, tendo feito duas lutas indefinidas, contra Rudy Unholz e Jimmmy Britt (4º duelo), além de um empate contra o campeão dos pesos-penas  Abe Attel.
No entanto, a carreira de Nelson estava por sofrer uma nova guinada, quando em meados de 1908, Joe Gans aceitou o desafio de Nelson, confiante de que não teria maiores problemas em derrotar novamente o combalido dinamarquês. Entrando como um total azarão naquela luta, Nelson surpreedeu a todos ao nocautear Gans no 17º assalto da luta, obtendo assim a vitória e o título mundial dos pesos-leves.
Uma revanche contra Gans sucedeu-se apenas dois meses depois da conquista de Nelson, ocasião em que Nelson pôde provar que sua vitória não tinha sido um mero acaso, ao conseguir derrotar Gans por nocaute novamente, desta vez no 21º assalto. Tendo mantido seu título contra Gans, Nelson conseguiu fazer mais duas defesas de título bem sucedidas, antes acabar sendo destronado por Ad Wolgast, no começo de 1910, em um dos combates mais brutais já testemunhados na história do boxe.
Depois de perder seu título mundial, Nelson seguiu lutando por mais sete anos, sem grande brilhantismo, terminando por fim sua carreira em 1917, em um duelo contra o então campeão mundial dos pesos-leves Freddie Welsh. Nelson resistiu os doze rounds contra Welsh, em um combate que terminou sem um vencedor oficial. Uma vez longe dos ringues, Nelson gastou todo o dinheiro que havia conquistado ao longo de sua carreira, de modo a terminar seus dias na pobreza. Nelson faleceu em 1954, aos 71 anos de idade. 
Em 1992, Battling Nelson foi incluído na galeria dos boxeadores mais importantes de todos os tempos, que hoje têm seus nomes eternizados no International Boxing Hall of Fame.